# SN 2011cn
SN 2011cn – supernowa typu Ia odkryta 24 kwietnia 2011 roku w galaktyce A135531-0230. W momencie odkrycia miała maksymalną jasność 19,00m.